# The Wild, the Willing and the Innocent
The Wild, the Willing and the Innocent är ett musikalbum av det brittiska rockbandet UFO från 1981.

## Låtlista
1. "Chains Chains" - 3:26
2. "Long Gone" - 5:18
3. "The Wild the Willing and the Innocent" - 5:00
4. "It's Killing Me" - 4:30
5. "Makin' Moves" - 4:45
6. "Lonely Heart" - 5:01
7. "Couldn't Get It Right" - 4:34
8. "Profession of Violence" - 4:19

## Medverkande
- Neil Carter - gitarr, keyboard, saxofon, sång
- Paul Chapman - gitarr
- Phil Mogg - sång
- Andy Parker - trummor
- Pete Way - bas